# 大橋さくらんぼ園
大橋さくらんぼ園は、北海道芦別市上芦別町にある観光さくらんぼ農園である。1946年（昭和21年）に創業し、化学肥料を使用しない有機質肥料主体の栽培によって高品質のさくらんぼ生産を行っている。広大な敷地に約60品種・1,300本のさくらんぼの木を有し、日本最大級の雨よけハウスを備えている。  

## 沿革
大橋さくらんぼ園は、終戦直後の1946年に福島県から移住してきた大橋作次によって開園された。当初はブドウ栽培を行っていたが、気候の影響でさくらんぼ栽培に転換した。以後、化学肥料を使わない「黄金の生きた土づくり」にこだわり、有機質肥料のみで栽培する環境保全型農業を実践している。現在は3代目の大橋正数が園主を務めている。
2006年には、持続可能な農業と高品質の果実生産が評価され、「全国果樹技術・経営コンクール」で北海道で初となる農林水産大臣賞を受賞した。

## 栽培方法と商品
同園では約60品種のさくらんぼを栽培しており、品種の多様性を売りにしている。主力品種は佐藤錦、南陽、月山錦など。化学肥料を使わず有機質肥料のみで育てることで、味や安全性に優れたさくらんぼを生産している。
さくらんぼ以外にも、ハスカップ、ブルーベリー、プラム、プルーンなどの果物を育てている。これらを使ったジャムやドレッシングなどの加工品も製造・販売しており、6次産業化にも取り組んでいる。 

## 持続可能な農業への取り組み
大橋さくらんぼ園は、持続可能な農業実践の一環として、以下のようなSDGsに関連する取り組みを行っている。
環境負荷の低減と持続可能な農業生産に寄与する活動として、草刈りの徹底や日当たりの改善、シルバーシートの設置などを実施。また、雨漏りチェックや雨どいの補修といった施設管理も行う。さらに、2024年度にはハスカップの栽培で試験的に農薬を一切使用しない試みを行った。

## 施設概要
大橋さくらんぼ園の敷地面積は67,000㎡。園内には日本最大級の雨よけハウスが設置されており、天候に左右されずにさくらんぼ狩りを楽しめる。バリアフリー水洗トイレやおむつ交換台、貸しゴザ等を備え、高齢者や子供連れの来園者に配慮している。
料金は大人1,800円、小学生1,260円で時間無制限の食べ放題。駐車場は500台分が無料で利用可能。6月下旬～10月上旬の収穫シーズンには、1.5～2万人の観光客が訪れる人気スポットとなっている。 

## アクセス
所在地：北海道芦別市上芦別町469番地
道央自動車道 滝川ICより車で約45分
道央自動車道 三笠ICより車で約1時間
JR芦別駅からタクシーで約20分  